# Église d'Huhtamo
L’église d'Huhtamo (finnois : Huhtamon kirkko) est une église luthérienne située à Huittinen en Finlande.